# SexyBack
SexyBack – pierwszy singel amerykańskiego piosenkarza, Justina Timberlake’a oraz Timbalanda. Piosenka promuje drugi album Justina FutureSex/LoveSounds (2006).
Piosenka szybko wzbiła się na pierwsze miejsca list przebojów w krajach takich jak między innymi: Australia, Irlandia, Nowa Zelandia, Wielka Brytania czy Stany Zjednoczone. Singel utrzymywał się przez 7 tygodni na miejscu #1 na Billboard Hot 100, najdłużej zaraz po Beyoncé, której megahit Irreplaceable znajdował się na szczycie zestawienia przez 10 tygodni.

## Teledysk
Teledysk był kręcony w Barcelonie. Na jego planie artyście towarzyszy hiszpańska aktorka Elena Anaya. Reżyser klipu na początku był zainteresowany francuską aktorką, Evą Green, jednak została ona zastąpiona hiszpanką.
Wideo było inspirowane klipem Take a Bow Madonny. Klip miał premierę 25 lipca w Stanach, jednak przez wyemitowaniem teledysku puszczono „Making the video” czyli relację z planu. Teledysk usytuował się na 4. pozycji, na liście VH1 Top 40 Music Videos of the Year (VH1 40 teledysków roku).

## Listy przebojów
| Lista                                      | Najwyższa pozycja |
| ------------------------------------------ | ----------------- |
| U.S. Billboard Hot 100                     | 1                 |
| U.S. Billboard Hot R&B/Hip-Hop Songs       | 11                |
| U.S. Billboard Hot Dance Airplay           | 1                 |
| U.S. Billboard Hot Dance Club Play         | 1                 |
| U.S. Billboard Hot Dance Singles Sales     | 4                 |
| U.S. Billboard Pop 100                     | 1                 |
| U.S. Billboard Hot Adult Top 40 Tracks     | 18                |
| U.S. Billboard Rhythmic Top 40             | 9                 |
| U.S. Billboard Top 40 Mainstream           | 1                 |
| Billboard European Hot 100 Singles         | 1                 |
| Billboard Euro Digital Tracks              | 2                 |
| Argentina Top 40 Singles                   | 23                |
| Ibero-America Top 100                      | 3                 |
| Top Latino(Latin American Top 40 Airplay)  | 4                 |
| Australian ARIA Top 20 Dance Chart         | 1                 |
| Australian ARIA Top 40 Digital Track Chart | 1                 |
| Australian ARIA Top 50 Singles             | 1                 |
| Brazilian Hot 100 Singles Chart            | 1                 |
| Brazilian Top 40 Dance Traxx               | 1                 |
| Canadian BDS Airplay Chart                 | 3                 |
| Canadian Dance Chart                       | 1                 |
| Colombian Top 100                          | 20                |
| Danish Dancechart                          | 1                 |
| Finnish Dance Chart                        | 1                 |
| German Singles Chart                       | 1                 |
| French Singles Chart                       | 8                 |
| Hungarian Singles Chart                    | 3                 |
| Irish Singles Chart                        | 1                 |
| Latvian Airplay Top                        | 1                 |
| New Zealand RIANZ Top 40 Singles           | 1                 |
| Singapore Top 20                           | 1                 |
| UK Download Chart                          | 1                 |
| UK Singles Chart                           | 1                 |
| UK Top 40 RnB Singles Chart                | 1                 |
| United World Chart                         | 1                 |
| Belgium Top 30 Dance                       | 2                 |
| Polish Hot Lista                           | 2                 |
| Swiss Singles Chart                        | 2                 |
| Turkish Singles Chart                      | 2                 |
| Finnish Singles Chart                      | 3                 |
| Italian Singles Chart                      | 3                 |
| Belgium Top 50 Singles                     | 4                 |
| Swedish Singles Chart                      | 4                 |
| Austrian Top 75 Single                     | 5                 |
| Dutch Singles Chart                        | 5                 |
| Greek Singles Chart Top 50                 | 10                |
| Mexican Top 100 Airplay                    | 24                |
| Mexican Digital Sales Chart                | 11                |
| Romanian Top 100                           | 4                 |
| Russian Airplay Chart                      | 11                |
| Czech Airplay Chart                        | 12                |
| Bulgarian Airplay Chart                    | 2                 |